# Эль-Зуаби, Сейф эль-Дин
Сейф эль-Дин эль-Зуаби (араб. سيف الدين الزعبي‎; ивр. סיף א-דין א-זועבי‎; 1913, Назарет — 26 июня 1986, Израиль) — израильский арабский общественный и политический деятель, депутат кнессета 1-го, 2-го, 3-го, 6-го, 7-го, 8-го и 9-го созывов.

## Биография
Родился в 1913 году в Назарете, Османская империя (ныне Израиль), является представителем известного клана Зуаби. Имел контакты с подпольной еврейской организацией «Хагана». Во время Войны за независимость Израиля командующий Арабской освободительной армии Фавзи аль-Кавукджи отправил отряд для ликвидации Эль-Зуаби, но покушение не состоялось.
В 1949 году избран депутатом кнессета 1-го созыва от партии «Демократический список Назарета», в кнессет 2-го и 3-го созывов переизбирался от партии «Демократический список израильских арабов». В 1959—1965 годах работал мэром Назарета. В 1965 году вновь избран депутатом кнессета 6-го от партии «Прогресс и Развитие», а затем от этой же партии переизбирался в кнессет 7-го и 8-го созывов. В 1969—1974 годах занимал пост заместителя спикера кнессета, также в 1971—1974 годах вновь занимал пост мэра Назарета. В 1977 году избран депутатом кнессета 9-го созыва от Объединенного арабского списка.
Был одним из инициаторов поездок арабских школьников в ознакомительные поездки в Освенцим, где им рассказывали о Холокосте.
Родственник депутата кнессета и заместителя министра здравоохранения Израиля Абд Эль-Азиза Эль-Зуаби и депутата кнессета Ханин Зуаби.
Умер 26 июня 1986 года.